# Pirajibe
Pirajibe (ou Piragibe) foi um chefe indígena tabajara que viveu entre os séculos XVI e XVII nas capitanias brasileiras de Pernambuco e da Paraíba. Para além do fato de ter sido catequizado e ter aderido à fé católica, pouco se sabe sobre a vida de Piragibe, incluindo ano de nascimento e morte.
Por seus atos de bravura na conquista da Paraíba, Piragibe foi condecorado com a Ordem de Cristo pelo rei Felipe II de Espanha e Portugal.

## Origens
Acredita-se, em virtude dos relatos históricos, que Pirajibe seja oriundo da região do litoral norte da antiga capitania de Pernambuco, entre o rio Goiana e a ilha de Itamaracá. A migração para o território onde hoje é a Paraíba deu-se antes da conquista da região, em 1585, época em que os tabajaras já tinham as aldeias de Taquara, Alhandra e Jacoca, litoral sul do estado.
A palavra pirá-jyba significa literalmente «braço de peixe» (barbatana), em tupi. Outra interpretação para o significado do nome, porém, diz que ele significa «na água de peixe», através da junção dos termos pirá (peixe), îy (água) e pe (em).
Com a aliança entre ele e os luso-brasileiros, o cacique e sua tribo viriam a enfrentar os potiguaras e possibilitar a fundação da Paraíba. Seu aldeamento era localizado onde hoje se assenta o bairro Ilha do Bispo, onde existe há décadas um busto em sua homenagem.

## Herói da conquista
Em meados do século XVI, a costa nordestina era muito cobiçada por várias nações europeias em virtude da riqueza proveniente do pau-brasil. Expedições francesas, com o auxílio da tribo potiguara, saqueavam as terras paraibanas. A partir de 1574, a Coroa Portuguesa decidiu por fim a isso, expulsando o invasor e iniciando a colonização da Paraíba.
Poucos meses antes da fundação de Filipeia, capital da Paraíba, em 1585, espalha-se em Pernambuco a notícia de que o cacique Pirajibe e sua tribo haviam chegado à região da Várzea Paraibana em socorro aos então aliados, os potiguaras, que sofriam ataques dos portugueses, os quais tentavam colonizar a região já há mais de uma década. Em 2 de agosto de 1585, chegou à Capitania Real da Paraíba o capitão português João Tavares, que logo tratou de firmar um pacto com o chefe tabajara Pirajibe contra os seus inimigos potiguaras. A confirmação desse acordo foi o marco para a fundação de João Pessoa, em 5 de agosto de 1585, e para a tão desejada conquista da Paraíba.
Com a conquista, os potiguaras preferiram se estabelecer mais ao norte, na região onde hoje se situa a Baía da Traição.